# Gebändertes Hasenkänguru

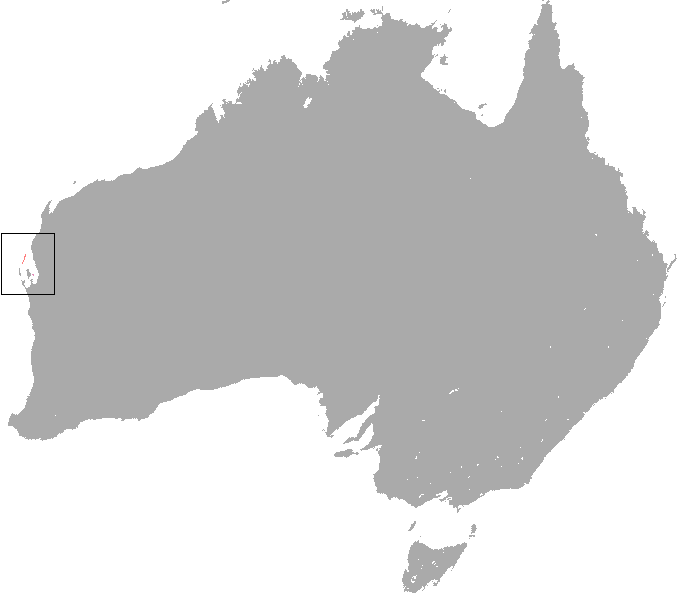
Verbreitungskarte des Gebänderten Hasenkängurus

Das Gebänderte Hasenkänguru (Lagostrophus fasciatus) ist eine Beuteltierart aus der Familie der Kängurus (Macropodidae). Mit den Hasenkängurus der Gattung Lagorchestes besitzt es oberflächliche Ähnlichkeiten, die beiden Gattungen sind aber nicht nahe verwandt.

## Beschreibung
Gebänderte Hasenkängurus zählen mit einer Kopf-Rumpf-Länge von 40 bis 45 Zentimetern und einem Gewicht von 1,3 bis 2 Kilogramm zu den kleineren Kängurus. Ihr langes, weiches Fell ist grau gefärbt, einige schwarze Querstreifen ziehen sich über den Rücken. Die Schnauze ist spitz und unbehaart, die Ohren sind relativ kurz. Der lange Schwanz ist durchgehend behaart. Wie bei den meisten Kängurus sind die Hinterbeine deutlich größer und kräftiger als die Vorderbeine. Den Namen „Hasenkänguru“ verdankt es seinen hasenähnlichen Bewegungen.

## Verbreitung und Lebensraum
Zur Zeit der Ankunft der Europäer in Australien lebte diese Art noch in weiten Teilen des südlichen Western Australia, Fossilfunde sind auch von anderen Regionen Australiens bekannt. Am Festland wurde es zuletzt 1906 gesichtet und gilt dort als ausgestorben; heute existiert die Art nur mehr auf zwei kleinen Inseln (Bernier and Dorre Island Nature Reserve) vor der australischen Westküste. Ihr Lebensraum sind buschbestandene Dickichte.

## Lebensweise
Gebänderte Hasenkängurus leben in Gruppen zusammen und sind nachtaktiv, tagsüber schlafen sie im dichten Unterholz. In der Nacht begeben sie sich auf Nahrungssuche, wozu sie oft Trampelpfade durch das Gebüsch anlegen. Ihre Nahrung besteht aus verschiedenen Pflanzen, darunter Gräser und Früchte.

## Bedrohung
Die Gründe für das Aussterben auf dem Festland liegen in der Zerstörung ihres Lebensraumes zur Schaffung von Viehweiden, in der Nahrungskonkurrenz durch eingeschleppte Kaninchen und in der Nachstellung durch eingeschleppte Füchse. Auf den beiden Inseln ist die Art streng geschützt, die Population ist aber Schwankungen ausgesetzt. Die IUCN listet die Art als gefährdet (vulnerable).

## Systematik
Das Gebänderte Hasenkänguru unterscheidet sich in der Zahnstruktur deutlich von allen anderen Kängurus und galt lange als einziger rezenter Vertreter der Unterfamilie Sthenurinae, einer einst artenreichen Kängurugruppe. Heute wird es jedoch in eine eigene Unterfamilie, die der Lagostrophinae gestellt.
Der wissenschaftliche Gattungsname ist aus den altgriechischen Worten lagos (Hase) und strophe (Gegensatz/Wechsel) zusammengesetzt. Er bezieht sich auf eine anfänglich vermutete nahe Verwandtschaft zu den Hasenkängurus (Lagorchestes). Der Artzusatz ist vom lateinischen Wort fascis (gestreift) abgeleitet.